# Comitato Olimpico Nazionale della Repubblica Azera
Il Comitato Olimpico Nazionale della Repubblica Azera (noto anche come Comité national olympique de la République d'Azerbaïdjan o Azərbaycan Milli Olimpiya Komitəsi in azero) è un'organizzazione sportiva azera, nata nel 1992 a Baku, Azerbaigian.
Rappresenta questa nazione presso il Comitato Olimpico Internazionale (CIO) dal 1993 ed ha lo scopo di curare l'organizzazione ed il potenziamento dello sport in Azerbaigian e, in particolare, la preparazione degli atleti azeri, per consentire loro la partecipazione ai Giochi olimpici. Il comitato, inoltre, fa parte dei Comitati Olimpici Europei.
L'attuale presidente dell'organizzazione è Ilham Aliyev, mentre la carica di segretario generale è occupata da Agadjan Abiyev.